# (10149) Cavagna
(10149) Cavagna ist ein Asteroid des Hauptgürtels, der am 3. August 1994 von den italienischen Astronomen Andrea Boattini und Maura Tombelli am Osservatorio Astronomico della Montagna Pistoiese (IAU-Code 104) bei San Marcello Pistoiese entdeckt wurde.
Der Asteroid wurde am 28. Juli 1999 nach dem italienischen Amateurastronomen Marco Cavagna (1958–2005) benannt, der als Mitglied der Gruppo Astrofili Brianza an der Gründung des Osservatorio Astronomico Sormano in Sormano beteiligt war.